# Togata
Die Togata (Fabula togata) ist eine römische Literaturgattung, eine Untergattung der Komödie.
Die lateinische Komödie im römischen Milieu wurde nach dem typisch römischen Gewand, der Toga, benannt.
Der erste Vertreter dieser Gattung ist Titinius, ein Zeitgenosse des Plautus. Größter Togatendichter war L. Afranius, dessen Vorliebe Terenz und Menander galt. Als wichtiger Vertreter gilt auch Titus Quinctius Atta († 77 v. Chr.).
Die Togata unterscheidet sich in mehreren Punkten von der Palliata: es gibt eine Vorliebe für Cantica (gesungener Teil in der römischen Komödie); dafür fehlt der schlaue Sklave, ein Typus der Palliata (und der Neuen Komödie).
Palliata und Togata werden durch die fabula Atellana abgelöst.